# Christopher Lee (componist)
Christopher Lee (Cleveland) is een Amerikaans componist, muziekpedagoog en slagwerker.

## Levensloop
Lee studeerde aan het Cleveland Institute of Music in Cleveland (Ohio) en van 1997 tot 1999 aan het Baldwin-Wallace College Conservatorium in Berea en behaalde aldaar zijn Bachelor of Music. Verder studeerde hij van 2000 tot 2003 aan de Indiana University in Bloomington en behaalde zijn Master of Music in compositie. Zijn studies voltooide hij van 2003 tot 2006 aan de Rice Universiteit in Houston en promoveerde tot Doctor of Musical Arts. 
Als docent in muziektheorie was hij werkzaam aan de Rice Universiteit (Shepherd School of Music) (2003-2006) en als instructeur voor compositie, muziektheorie en slagwerk aan het Beck Center for the Cultural Arts (2006-2010). Tegenwoordig is hij werkzaam als docent aan de Dana Hall School in Wellesley en aan de Universiteit van Massachusetts (UMass) in Lowell. 
Met zijn composities bereikte hij al verschillende prijzen, zoals de American Society of Composers, Authors and Publishers (ASCAP) Foundation Morton Gould Award, een prijs tijdens de Kuttner String Quartet Competition en de Lee Goldstein Memorial Prijs in compositie van het Baldwin-Wallace College Conservatorium. 

## Composities

### Werken voor orkest
- 2000 Interchangeable Parts, voor orkest
- 2003 In November, voor orkest
- 2008 Interiors, voor orkest

### Werken voor harmonieorkest
- 2005 Up, voor harmonieorkest
- 2010 In the Realm of the New Geometry, concert voor slagwerk en harmonieorkest
- 2010 Interchangeable Parts

### Vocale muziek

#### Liederen
- 2005 The Wayfarers, voor sopraan en piano - tekst: Rupert Brooke

### Kamermuziek
- 2002 Strijkkwartet: "Sundogs"
- 2004 In Liquid Shadow, voor dwarsfluit, klarinet, viool, cello, piano en slagwerk
- 2004 Skywriting, voor dwarsfluit/altfluit en elektronica
- 2006 Time and Tide, voor dwarsfluit, klarinet, viool, cello, piano en slagwerk
- 2006 Variations on a Folk Tune, voor strijkkwartet
- Zodiacal Light, voor viool, altviool, bugel en elektronica